# Marianne Vind
Marianne Vind (ur. 3 grudnia 1970 w Køge) – duńska polityk i działaczka związkowa, posłanka do Parlamentu Europejskiego IX i X kadencji.

## Życiorys
Kształciła się w Kalundborg Gymnasium, szkoliła w zawodzie laborantki i w organizacjach związkowych. W 2016 uzyskała magisterium z komunikacji na Uniwersytecie w Roskilde. Pracowała jako laborantka w różnych instytucjach. W latach 2006–2011 była przewodniczącą organizacji związkowej Dansk Laborant-Forening. Następnie została wiceprzewodniczącą HK/Privat, związku zawodowego zrzeszonego w centrali HK/Danmark. Funkcję tę pełniła do 2019. Została także m.in. wiceprzewodniczącą kobiecej organizacji parasolowej Kvinderådet oraz członkinią organizacji pracowniczej CO-industri.
W 2009 wstąpiła do Socialdemokraterne. W 2019 kandydowała do Europarlamentu, zajmując pierwsze niemandatowe miejsce na liście socjaldemokratów. Objęła jednak mandat w PE, gdy powołany w skład nowego rządu Jeppe Kofod zrezygnował z niego ze skutkiem na dzień rozpoczęcia IX kadencji. Utrzymała go na kolejną kadencję w wyniku wyborów w 2024.